# Saurama (distrito)
Saurama é um distrito do peru, departamento de Ayacucho, localizada na província de Vilcas Huamán.

## Transporte
O distrito de Saurama é servido pela seguinte rodovia:
- AY-104, que liga a cidade de Huambalpa ao distrito [1][2][3]